# Fabrice Fiorèse
Fabrice Fiorèse (Chambéry, 26 juli 1975) is een voormalig Frans profvoetballer. De Savoyaard speelde onder meer voor FC Lorient, Olympique Lyonnais, Al-Rayyan, EA Guingamp, Olympique Marseille, Paris Saint-Germain en Troyes AC.

## Clubvoetbal
Als jeugdspeler van Olympique Lyonnais, debuteert hij op 12 oktober 1996 in de wedstrijd tegen Le Havre AC. Bij Lyon zou Fiorèse slechts komen tot 2 optredens in de Ligue 1 en vertrekt in 1997 naar EA Guingamp, een leuk voetballende ploeg waar ook de talentvolle voetballers Didier Drogba en Florent Malouda speelden. Fiorèse speelde prima voetbal en wist 37 doelpunten te maken in 111 wedstrijden. Hiermee dwong hij in 2002 een transfer af naar de Franse topclub Paris Saint-Germain, waar hij onder andere zal gaan spelen met de Braziliaanse topspeler Ronaldinho.
Ondanks goed vertoont spel bij PSG groeit Fiorèse tot een van de minst geliefde voetballers in de Ligue 1. In 2004 wordt de Savoyaard geprezen tot de een na beste assistengever van de Ligue 1, maar tevens wint hij ook de "Loden bal" voor de minst geliefde voetballer. De prijs werd uitgereikt door het tijdschrift Les Cahiers du football en namens de lezers kreeg hij 27,15% van de stemmen. Met veel heisa tekent Fiorèse in de zomer van 2004 een contract bij de Franse topclub Olympique Marseille, dat de grootste rivaal is van de club uit Parijs.
Het lukte Fiorèse niet goed aan te passen bij de Zuid-Franse volksclub, en daarom werd hij verhuurd voor het seizoen 2005/2006 aan Al-Rayyan uit Qatar, om dat seizoen erna te worden uitgeleend aan FC Lorient. Bij deze club scoorde hij tijdens de eerste competitiewedstrijd 2 doelpunten tegen zijn voormalige club Paris Saint-Germain. Na de zomer van 2007 wordt Fiorèse weer teruggehaald bij de selectie van Olympique Marseille. Toch kwam hij niet meer voor in de plannen van de nieuwe trainer Eric Gerets. Op 31 december 2007 werd na goed overleg tussen Olympique Marseille en Fabrice Fiorèse het contract ontbonden. Hij mocht sindsdien op zoek gaan naar een nieuwe club naar keuze. Op 2 januari 2008 tekende Fiorèse een contract van anderhalf jaar bij Amiens SC.
Op 10 augustus 2009 maakt Fiorèse via de media bekend een definitieve punt te zetten achter zijn carrière in het betaald voetbal.

## Erelijst

### Met clubteams
- Winnaar Coupe de France: 2004 (Paris Saint-Germain)
- Finalist Coupe de France: 2003 (Paris Saint-Germain)
- Finalist Trophée des Champions: 2004 (Paris Saint-Germain)
- Vice-landskampioen: 2004 (Paris Saint-Germain)
- Emir of Qatar Cup: 2006 (Al-Rayyan)

### Persoonlijke prijzen
- Bal van lood (Les Cahiers du football): 2004 (27,15% van de stemmen)
- Vice-beste assistgever in Ligue 1: 2004